# Comunicación símplex

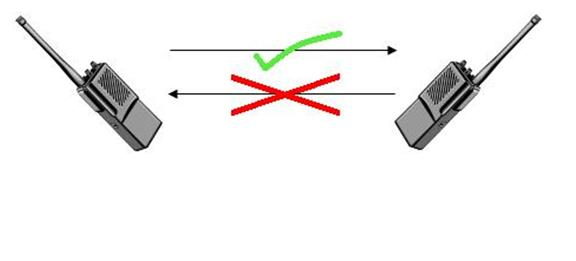
Simplex Comunicación inalámbrica

La comunicación símplex es un canal de comunicación  que envía información en una sola dirección.
Según la Unión de Telecomunicación Internacionales un canal de comunicaciones que opera en una dirección a la vez, pero que puede ser reversible; esto se denomina semidúplex en otros contextos. Un canal de comunicación dúplex requiere dos canales símplex que operan en direcciones opuestas.
Por ejemplo, en las transmisiones de televisión y radio, la información fluye solo desde el sitio del transmisor a múltiples receptores. Un par de radios de dos vías o walkie-talkie proporcionan un circuito símplex en el sentido de la UIT; solo una parte a la vez puede hablar, mientras que la otra escucha hasta que pueda escuchar la indicación de transmitir. El medio de transmisión (la señal de radio en el aire) puede transportar información en una sola dirección.
La antigua empresa Unión Occidental utilizó el término símplex al describir la capacidad semidúplex y símplex de su nuevo cable telegráfico transatlántico finalizado en 1928, tendido entre Terranova y las Azores. La misma definición para un canal de radio símplex fue utilizada en 2002 por la Asociación Nacional de Protección contra el Fuego.